# フリーエージェント (日本プロ野球)
フリーエージェント（free agent, FA）とは、NPBにおける国内FA及び海外FAの総称である。
国内FAとは、NPBが定める国内FA資格条件を満たし、この組織のいずれの球団とも選手契約を締結する権利を有する選手をいい、海外FAとは、NPBが定めるFA資格条件を満たし、外国のいかなるプロフェッショナル野球組織の球団をも含め、国内外のいずれの球団とも選手契約を締結する権利を有する選手をいう。
選手はFA宣言したうえで移籍せずに前所属球団と契約することもできる。FA移籍が成立した場合、一定の条件下で移籍先球団から移籍元球団へ金銭補償や人的補償が必要になる場合がある。現行制度では、外国人を除く年俸上位11位以下の選手（Cランク）のFA移籍においては補償は不要である。
また、その制度を通称“FA制度”と言う。日本におけるFA制度は1993年のオフに導入され、2003年、2008年に改正が行われた。なお、この制度の前身として1947年から1975年まで10年選手制度があった。

## 概要
出場選手登録（一軍登録）145日を1年として換算し、規定の年数経過で権利を取得できる。ただし、1シーズンに145日を超えて一軍登録されても、145日までしかカウントされない。また、登録日数が145日に満たないシーズンが複数ある場合は、それらを合算して満145日ごとに1年として計算される。途中で所属球団が変わっても引き継いで計算される。また、クライマックスシリーズでの登録日数もカウントされる。開幕2カード目での先発予定のため開幕時点で登録されない場合、オールスター期間前後に登板間隔が10日以上となるために登録抹消される場合や、レギュラーシーズン終了からクライマックスシリーズのチーム初戦まで10日以上あるため自動的に登録抹消となる場合（2011年より制度化され、2010年に意図して実施された中日を含め適用）は、一定条件を満たせば登録扱いとなるなどの救済策もある。
| 年              | 権利取得までの必要日数 |
| --------------- | --- |
| 1993年 - 2002年 | ドラフト逆指名制度（現在は適用停止中）による選手 - 累計10年（通算1450日）経過で取得 その他の選手 - 累計9年（通算1305日）経過で取得 |
| 2003年 - 2007年 | 逆指名制度による選手も含め、全選手が累計9年経過で取得 |
| 2008年 - 現在   | 国内移籍のFA権 2006年までのドラフトで入団した全選手 - 累計8年（通算1160日）経過で取得 2007年以降のドラフトで入団した高校生選手 - 累計8年経過で取得 2007年以降のドラフトで入団した大学生・社会人選手 - 累計7年（通算1015日）経過で取得 |
| 2008年 - 現在   | 海外移籍のFA権 全選手が累計9年経過で取得 |

権利を行使する場合は、日本シリーズ終了の翌日から、土・日・祝日を除く7日以内にコミッショナー宛に文書で申請する。8日目の午後3時にコミッショナーより「FA宣言選手」として公示され、翌日より国内外全ての球団と契約交渉を行うことが可能となる。
FA宣言選手として公示された選手のFA権利再取得は、残留・移籍を問わず4年後（通算580日）。FA宣言選手として公示されなければ権利は翌年以降に持ち越される。2008年のルール改正により、国内FA権と海外FA権が分立したが、4年後に再取得した権利は全て海外移籍が可能なFA権とする。
また、外国人枠の選手がFA権を取得すると、行使の有無に関わらず翌シーズンからは外国人枠から外れ、一般の日本人選手と同等の扱いになる。現行制度下では、国内FA権取得を以ってこの条件を満たすこととなる。

## 故障者選手特例措置制度
日本プロ野球では2007年より故障者選手特例措置制度を導入している。これは特定の条件を満たした選手の出場選手登録日数を救済する制度である。
2月1日から11月30日の間にグラウンド上で発生した故障が原因で出場選手登録を抹消されたために、その年の出場登録日数が145日に達しない選手について、登録抹消を起点として二軍の公式戦に出場するまでの日数のうち、最大60日までがその年の出場選手登録の日数に加算される。シーズン中に数回にわたって登録抹消が起こった場合も、累計60日まで計算され、加えられる。前提条件として、前年の出場選手登録が145日以上であることが必要である。この制度により出場登録日数が加算された場合、翌年は適用の対象外となる。
この制度によってFA権を取得した初めての選手は2007年の福留孝介（取得当時は中日ドラゴンズ在籍）。2008年は大村直之（取得当時は福岡ソフトバンクホークス在籍、海外FA権）と多村仁（取得当時同球団所属、国内FA権）がこの制度で権利を取得した。また、2015年には松坂大輔（取得当時同球団所属、国内FA権）がこの制度で権利を取得した。松坂は同年MLBから復帰したが一軍登録はなく、その前にNPBに在籍していた2006年がこの制度の条件を満たしていたため適用された。

## 投げ抹消による先発投手特例
日本プロ野球では2024年より投げ抹消による先発投手特例を導入している。これは先発投手が登板間隔を長めに空けるために出場選手登録を外れる所謂「投げ抹消」によって、FA権取得に必要な出場選手登録日数が貯まらないことへの救済制度である。
先発投手が登板翌日以降6日以内に登録抹消され、抹消日から14日以内に再び先発登板した場合、6日間の登録日数が加算される。
この制度によってFA権を取得した初めての選手は2024年の有原航平（取得当時は福岡ソフトバンクホークス在籍）。

## 国内FAにおける制約・補償
FA宣言をして国内の球団と契約した場合（宣言残留も含む）、以下に示した制約が生じる。

### 年俸
FA宣言した選手の翌シーズンの年俸は現状維持が上限となる。減額は無制限であり、通常の減額制限を超えての減額も可能であるが、年俸調停の申請はできない。年俸上限が現状維持なのは複数球団による過度な獲得競争を防止するためだが、契約年数や出来高払い（インセンティブ契約）、2年目以降の年俸の上昇に制約は無い。ただし「特別な事情をコミッショナーに文書で申請し、コミッショナーがこれを認めた場合」（FA規約第7条から抜粋）は制限を超える金額での契約が可能。
2016年にDeNAから巨人に移籍した山口俊は当初推定年俸8000万円と前年度の据置で発表されていたが、実際は上記の規約を巨人が申請し、コミッショナーが認めていたため、推定年俸2億5000万円程度で契約していたことが発覚した。

### 契約金
FA宣言した選手は年俸とは別に契約金を得ることが出来る。前球団に残留する場合は上限無し、移籍した場合は翌シーズンの年俸の半額が契約金の上限となる。契約内容によっては契約金無しの場合もある。

### 移籍に関わる補償
FA権を行使して他球団へ移籍したFA選手が補償対象選手（後述）の場合、移籍先球団は前球団に対して選手の旧年俸による金銭補償、および移籍先球団が保有する支配下選手のうち下記の選手を除いた中から、前球団が指名した選手1名を与える人的補償をしなければならない。人的補償に指名された選手がこれを拒否した場合、その選手は資格停止選手となる。この場合と前球団が人的補償を求めない場合は追加の金銭補償をする。なお、移籍後のFA選手が補償決定前に退団・死亡した場合の人的・金銭補償の取扱いについては、正式な規定がないため不明である。

#### 人的補償における獲得制限
以下の選手は保護され人的補償選手として獲得することができない。
- プロテクトした28名の選手[注 1]
- 外国籍選手(FA権取得により外国人枠の適用外になった選手を含む)
- 直近のドラフトで獲得した新人選手
- 育成契約選手

複数年契約中やトレードで保有選手になった日本人選手、直近のFAで獲得した選手(交渉締結のタイミングによる)もプロテクト枠に含まれなければ人的補償の対象になる。
複数名のFA宣言選手と契約した場合には、それぞれの球団に異なる獲得可能選手リストを提示できる。万一、人的補償選手が複数の球団で重複した場合には、移籍先球団と同一連盟内の球団が優先される。同一連盟内であれば同年度の勝率が低い球団が優先される。

#### 補償対象選手と移籍元球団への補償
- 1993年 - 2007年
  - 全てのFA権行使選手が補償対象選手となる。
    - 金銭補償 - 移籍先球団は旧年俸の80%（2度目以降のFAでは40%）を前球団へ支払わなければならない。
    - 人的補償 - 移籍先球団は前球団が指名した上記の獲得制限外の選手1名を与えなければならない。ただし前球団が求めない場合は、旧年俸の40%（2度目以降のFAでは20%）を前球団へ支払わなければならない。

  - 実際の補償（金銭補償＋人的補償）は次の2通りとなる。
    - 人的補償なし - 移籍した選手の旧年俸の1.2倍（2度目以降のFAでは旧年俸の0.6倍）。
    - 人的補償あり - 移籍先球団が指定した獲得制限外の選手1名と選手の旧年俸の0.8倍の金銭（2度目以降のFAでは獲得制限外の選手1名＋旧年俸の0.4倍の金銭）。

- 2008年 - 現在
  - 各球団ごとに前球団の旧年俸順に1～3位をランクA、4～10位をランクB、11位以下をランクCとランク付けされ、ランクAとランクBの選手が補償対象選手となる。(ランク付け対象は日本人選手のみで、外国籍選手は除く。)
    - 金銭補償 - 移籍先球団はランクAの選手獲得の場合は旧年俸の50%（2度目以降のFAでは25%）を、ランクBの選手獲得の場合は旧年俸の40%（2度目以降のFAでは20%）を前球団へ支払わなければならない。
    - 人的補償 - 移籍先球団は前球団が指名した上記の獲得制限外の選手1名を与えなければならない。ただし前球団が求めない場合は、ランクAの選手獲得の場合は旧年俸の30%（2度目以降のFAでは15%）、ランクBの選手獲得の場合は上記の獲得制限外の選手1名または旧年俸の20%（2度目以降のFAでは10%）を前球団へ支払わなければならない。

  - 実際の補償（金銭補償＋人的補償）は次の通りとなる。

|              | ランクA                                                                                                 | ランクB                                                                                                | ランクC                |
| ------------ | --- | --- | ---------------------- |
| 人的補償なし | 旧年俸の0.8倍の金銭 （2度目以降のFAでは旧年俸の0.4倍の金銭）                                            | 旧年俸の0.6倍の金銭 （2度目以降のFAでは旧年俸の0.3倍の金銭）                                           | 補償（人的・金銭）不要 |
| 人的補償あり | 獲得制限外の選手1名＋旧年俸の0.5倍の金銭 （2度目以降のFAでは獲得制限外の選手1名＋旧年俸の0.25倍の金銭） | 獲得制限外の選手1名＋旧年俸の0.4倍の金銭 （2度目以降のFAでは獲得制限外の選手1名＋旧年俸の0.2倍の金銭） | 補償（人的・金銭）不要 |

補償に関する日程は、まずFA選手と移籍先球団との選手契約締結がコミッショナーより公示された日が起点となり、2週間以内にまず移籍先球団が上記の獲得制限選手を除いた選手名簿を提示する。この後起点より40日以内に全ての補償を完了しなければならないが、金銭補償に限り前球団の同意があれば40日を延長することができる。人的補償として選ばれた選手が移籍を拒否した場合、その選手は資格停止選手となり処分が解除されるまで試合をすることができなくなる。補償は金銭補償のみだった場合と同じになる。
巨人監督の原辰徳は2019年、「FAの明るさを取り戻すため」という理由で人的補償制度の撤廃を主張し、ソフトバンクの三笠杉彦GMも一定の理解を示したが、中日は「自軍を有利にしたいだけ」として断固反対の姿勢を見せている。巨人OBで元DeNA監督の中畑清は2020年、人的補償制度を撤廃する代わりに翌年のドラフト指名権の譲渡を検討すべきで、もし人的補償を継続するのであれば対象枠を育成まで広げるべきと主張している。

### 獲得人数
獲得する選手が上記の補償対象選手の場合、直前のシーズンまで他の球団に在籍していたFA選手と翌年度の選手契約を結べる人数には2名までという制限がある。ただし公示されたFA宣言選手が多い場合は以下のように緩和される。
- FA選手21名以上30名以下 - 3名まで
- FA選手31名以上40名以下 - 4名まで
- FA選手41名以上 - 5名まで

FA宣言前からその球団に所属していた選手（すなわち、FA権を行使しての残留選手）及びランクCの選手はこれに含まれない。

## 海外FAにおける制約・補償
2022年のルールでは、海外FA権取得は145日以上の一軍登録が9シーズンに到達することが条件とされている。最短でも、高卒でプロ入りした選手は27歳、大卒選手なら31歳シーズンで取得見込みとなる。
FA権を行使して海外の球団へ移籍した場合は、国内FAと異なり、上記のような制約は生じない。ただし例外として、以下のような場合には制約が生じる。
FA宣言した年の翌々年の11月30日まで日本のプロ野球球団と契約を交わさなかった選手のうち、翌12月1日以降に日本のプロ野球球団と選手契約を交わした場合は、補償対象選手であっても前球団への補償を必要としない。そのため、FA宣言により他国のプロ野球球団へ移籍し、上記の翌々年の11月30日までに日本のプロ野球球団へ再度移籍する場合はこれに該当せず、最後に在籍した日本の前球団への補償が必要となる。
- 2002年に横浜よりFA宣言してMLBのメッツに移籍し、同シーズン限りで退団した小宮山悟がこの規定に該当したことで、日本のプロ野球11球団からは敬遠され、さらに前球団で唯一補償を必要としない横浜も小宮山と契約しなかったため、小宮山は2003年シーズンを棒に振り、2004年にロッテに復帰という事例が起きている。
- 小宮山以外にも、FA移籍して所属した海外球団の在籍期間が短く、この規定に該当して補償発生の対象となった選手もいたが、いずれも補償の必要がない前球団へ復帰、または海外の他球団へ移籍しており、この規定による前球団への補償が発生した事例はない。

海外プロ野球球団への移籍に対する補償制度は2024年現在、存在していない。

## FA権を行使する理由

### 里崎智也による私論
元千葉ロッテマリーンズの里崎智也は「選手がFA権を行使する理由」として、下記の4つに類型化している。
夢追い型
「優勝できるチームでプレーしたい」場合（例：新井貴浩（広島→阪神）、村田修一（横浜→巨人）、増井浩俊（日本ハム→オリックス）、近藤健介（日本ハム→ソフトバンク））。
「憧れていたチームでプレーしたい」場合（例：清原和博（西武→巨人）、和田一浩（西武→中日））。
「故郷のチームでプレーしたい」「地元に恩返しをしたい」場合（例：岸孝之（西武→楽天）、中田賢一（中日→ソフトバンク）、大竹寛（広島→巨人））。
出場機会優先型
「より出場機会の多いチームでプレーしたい」場合（例：鶴岡慎也の2度目のFA（ソフトバンク→日本ハム）、炭谷銀仁朗（西武→巨人））。
金銭追求型
より高額の年俸、より長期の契約年数を最優先とする場合。
チーム愛最優先型
「生涯そのチームに所属する」旨を表明する場合。必然的に宣言残留することになる（例：栗山巧、外崎修汰、増田達至（いずれも西武））。
後に里崎は、宣言残留はFA権再取得までの身分保障を得るためのようなものだという趣旨の説明をしている。

### 上記の類型に必ずしも該当しない事例

#### 家庭の事情
家族親族の関係で、それを保つのが容易な環境での選手生活を送ることを望む場合（例：川口和久（広島→巨人）、丸佳浩（広島→巨人）、美馬学（楽天→ロッテ））。

#### 古巣に帰りたい
トレード等で他球団への移籍となったが、元の球団やチームメイトに強い愛着があったため、FA権取得を機にFA移籍の形で元の所属球団に復帰する場合（例：小久保裕紀（巨人→ソフトバンク）、サブロー（大村三郎）（巨人→ロッテ）、脇谷亮太（西武→巨人））。

#### 交渉してきたチームの熱意におされた
強くFA移籍を希望していたわけではなかったものの、交渉してきたチームの獲得熱意に押されて最終的にFA移籍を決断する場合（例：糸井嘉男（オリックス→阪神）、細川亨（西武→ソフトバンク）、福田秀平（ソフトバンク→ロッテ）、浅村栄斗（西武→楽天））。
他に、押し出され型・チーム（監督）が合わない型もある。

## 所属球団を失う恐れ
現行制度では、FA権を行使した選手が新たな球団と契約を締結できず、さらに元の球団との再契約にも至らなかった場合、所属球団を失う可能性がある。この状況はしばしば「セルフ戦力外」と揶揄される。特に移籍先が国内12球団に限定される国内FAの場合、その問題はより顕著である。
国内FA権を行使した選手は、11月末の時点で移籍先が見つからなかった（別の球団からオファーがなかった）場合、FA宣言時に所属していた球団（元の球団）の保留選手名簿に名前が記載される。この場合、FA宣言した選手は元の球団を含むNPB所属球団と引き続き交渉を続けることができるが、いずれとも契約できなかった場合はプレーする球団を失う。一方、球団は選手枠を1つ費やさなければならないうえ、翌年1月10日以降は保留手当を支払う義務を負う。
この状態が解消されるには、FA宣言した選手が国内の別の球団と契約を結ぶか、元の球団が当該選手を自由契約にしなくてはならない。ただ、保留選手名簿に記載された時期は、すでにそのシーズンの戦力外通告の期間が経過した後であり、その時期に選手の同意なしに自由契約にすることは選手会からの反発を受けるため、NPB所属球団は翌シーズンの10月1日に事実上の戦力外通告を行い、自由契約として公示される前日の11月30日まで保留手当を支払わなければならなくなる。また、選手の同意が得られたとしても、自由契約となった場合はFA移籍のような契約金が得られず、大幅減俸での契約も可能となるため、選手は不利な内容での契約を強いられる恐れがある。

### 藤井秀悟の例
これらの問題が現実化したものとして、2009年に国内FA権を行使した北海道日本ハムファイターズの藤井秀悟の事例が挙げられる。藤井は、他球団への移籍を希望して11月9日にFA権を行使した。なお、この行使について藤井は後に写真週刊誌のインタビューで「事実上の戦力外通告だったが、球団の配慮で表向きはFA宣言ということになった」と、自ら進んで権利を行使したわけではないことを明かしている。同月末の時点で国内球団からオファーはなく、日本ハムにも再契約の意思がなかったが、戦力外通告を受けた選手ではない為、保留者名簿に藤井の名前が記載された。一時はプロ野球選手会が懸念を表する事態にもなったが、12月8日に読売ジャイアンツへの移籍が合意に至ったため、最終的に「所属球団なし」の状態は免れることになった。

### 木村昇吾の例
2015年11月15日には広島東洋カープの木村昇吾がFA権を行使したが、当時広島はFA宣言後の残留を基本的に認めておらず、他球団の動きも報じられることがなかった。その後木村は埼玉西武ライオンズの入団テストを受け、2016年2月5日に西武と1年契約を結んだ。なお、この場合でもNPBの規定上FA権の行使による移籍となる。

### FA権の取得を口実に用いた「事実上の構想外通告」
選手がFA権を取得した場合、それを口実とし、球団側が「事実上の構想外」として退団へと追いやり、選手にとって不本意なFA権行使になるケースが少なからず発生している。背景としては選手がFA権を取得する場合、年俸が高騰することが多いので、球団の財政的に高騰する（と思われる）年俸に対応できないと判断された場合、あるいは高騰する（と思われる）年俸に見合う成績を見込めるとは言いがたいと判断された場合が挙げられる。
これに該当し得る事例として先述の藤井の他、仲田幸司（1995年：阪神→ロッテ）、西崎幸広（1997年：日本ハム→西武）、小宮山悟（1999年：ロッテ→横浜）、今江敏晃（2015年：ロッテ→楽天）、陽岱鋼（2016年：日本ハム→巨人）が挙げられる。仲田、今江及び陽はFA権行使に当たって必ずしも移籍を望んでいるわけではなかったが、所属球団との下交渉の過程で「（翌年以後の）戦力構想に入っていないと感じた」などとのことで、FA権行使を表明する会見は結果として事実上の「退団会見」となってしまった。西崎と小宮山は、FA権を行使することなく西武、横浜へとそれぞれ移籍している。これらは球団の主力選手でありながら、球団に対する物言いの多さからFA権取得と成績低下が重なった時期に、トレードや自由契約で「事実上の構想外」とされた例である。
2017年のシーズン中に巨人で国内FA権を取得していた村田修一も、この年のシーズン終了後に、NPB他球団への移籍を視野に入れていながら球団から自由契約を通告されている。国内FA権の行使によって横浜から2011年末に巨人へ入団していた村田は、出番が減っていた2017年のシーズン中にこの権利を再び取得。2018年以降にNPB他球団で現役生活を続けることを前提にFA権の再行使を検討していたところ、NPBが定める行使の申請期間を前に、当時の鹿取義隆GMから自由契約を言い渡された。鹿取によれば、「巨人へ大いに貢献した功労者」である村田が国内FA権の再行使を通じてNPBの他球団へ移籍した場合に、その球団から巨人に対する補償の義務が生じることを避けるための通告だったという。もっとも、実際には自由契約の公示後も村田の獲得に乗り出す球団がNPBから現れなかったため、村田は翌2018年にベースボール・チャレンジ・リーグ（独立リーグ）の栃木ゴールデンブレーブスで現役を続行。この年限りで現役を引退したことを機に、2019年から2022年まで巨人のコーチを務め、その後ロッテのコーチを経て2025年からはDeNA（かつての横浜）のコーチを務めている。

### 日本ハムによる「ノンテンダー」通告をめぐる騒動
MLBでは、メジャー40人枠に登録されていた選手に対して契約を延長する意思の有無を示す期限をシーズン終了後（例年はウインターミーティングが始まる12月初旬まで）に設定しており、通算の登録年数が6年に達した選手にはFA権を自動的に付与している。また、登録が3年未満の選手に対しては球団側が年俸決定権を有する一方で、3年以上6年未満の選手と球団側には年俸調停制度（1973年から導入）へ申請する権利（年俸調停権）を認めている。
もっとも実際には、年俸調停権を取得済みで所属球団との契約延長の意思を示していた選手に対して、球団側が故障、不振、チーム総年俸の抑制などを理由に翌シーズンの契約を提示しなかった結果、保留権の喪失によって当該選手が自由契約選手として扱われる事例が2008年頃から続出。このような事例は、（球団側が）契約を提示しないことを意味する英語（Non-tender）にちなんで、前述したFAと区別する意味で「ノンテンダー（または『ノンテンダーFA』）」と呼ばれている。ただし、ボストン・レッドソックス時代の岡島秀樹のように契約条件の再交渉を経て再契約（残留）に至ることもあるため、MLB球団における「ノンテンダー」の通告は必ずしも戦力外通告に当たらない。
NPBでは北海道日本ハムファイターズが、同球団との「再契約の余地を残す」として「ノンテンダー」扱いで選手を自由契約とすることがあり、2020年には村田透を保留選手名簿から一旦外した後に再契約している。
2021年に日本ハムは、シーズン中に国内FA権を取得していた秋吉亮・大田泰示と、海外FA権を取得した西川遥輝に「ノンテンダー」を通告し、自由契約とした。球団側の発表では「取得したばかりのFA権を尊重することによって、（再契約や海外のプロリーグへの移籍を含めて）翌年の所属先を選択できる余地を広げることが重要」「選手との間でプレーの環境について協議した結果」としていた。結局この3人とは再契約せず、大田はDeNA、西川は楽天へ2021年内に移籍。秋吉は当初NPB球団入りはできず、2022年1月に日本海オセアンリーグ（独立リーグ）の福井ネクサスエレファンツへ入団したが、前期リーグ戦終了後の7月に福岡ソフトバンクホークスに入団した。
しかし、この通告について日本プロ野球選手会が、秋吉がNPB他球団への移籍に至らなかったことや、西川・大田が移籍に際して野球協約で定められた減額制限（2021年の年俸が1億円以上だった両選手の場合には最大で40%）を上回る減俸扱いでの契約を余儀なくされたことを問題視。「日本ハム球団から保有選手に対するノンテンダーの通告は、当該選手の価値を一方的に下げるだけに過ぎない。球団側には、このような態様で保有選手を取り扱うことや、『ノンテンダー』などと称して選手、ファン、社会一般に誤解を与えることを控えて欲しい」という趣旨の抗議文を、2022年3月7日付で球団側に提出した。選手会によれば、実際には球団側が発表した選手との協議や通告の予告もないまま選手契約を更新しない旨を一方的に伝えられていたことを（上記3選手へのヒアリングを通じて）把握し、「事実と異なる経緯を発表したことも、（西川・大田・秋吉）選手本人や日本ハム球団に（2022年）現在所属する選手との信頼関係を損ねるだけでなく、ファンや社会一般を裏切る行為である」として、抗議文の提出に踏み切ったとしている。
球団側は、上記の抗議文を2022年3月7日に受領したうえで、球団社長兼オーナー代行の川村浩二がコメントを発表。抗議文が送られたことについて「過去に選手会との対話（のチャンネル）を閉ざしたことがないにもかかわらず、選手会から何の事前の話し合いの申し入れもなく、突如として当球団宛てに送られてきたことは誠に残念」、抗議文で指摘された問題点について「（日本プロ野球選手会側に）誤解や誤認が複数あるように思われる」との見解を示した。その一方で、「球団とはそもそも立場の相違がある」という選手会との間で3月第3週に話し合いの場を設けたうえで、話し合いの結果を同月18日付で公表。西川・大田・秋吉に対する「ノンテンダー」の通告において「選手の価値を一方的に下げる」といった意図が一切なかったことや、野球協約に基づくルールを遵守していることを日本プロ野球選手会に説明したうえで、今後は「ノンテンダー」という表現を使用しない旨を伝えたことを明かしている。

## FA権を行使し日本の他球団へ移籍した選手
表の年は、該当選手がFA権を行使した年のことであり、移籍先が翌年1月1日以降に決まった選手も同年扱いとする。

### 1993年 - 2007年
| 年     | 選手       | 移籍元                     | 移籍先                     | 補償       | 備考                                                    |
| ------ | ---------- | -------------------------- | -------------------------- | ---------- | ------------------------------------------------------- |
| 1993年 | 松永浩美   | 阪神タイガース             | 福岡ダイエーホークス       | 金銭       | 初の権利を行使して移籍した選手                          |
| 1993年 | 駒田徳広   | 読売ジャイアンツ           | 横浜ベイスターズ           | 金銭       |                                                         |
| 1993年 | 落合博満   | 中日ドラゴンズ             | 読売ジャイアンツ           | 金銭       |                                                         |
| 1993年 | 石嶺和彦   | オリックス・ブルーウェーブ | 阪神タイガース             | 金銭       |                                                         |
| 1994年 | 工藤公康   | 西武ライオンズ             | 福岡ダイエーホークス       | 金銭       |                                                         |
| 1994年 | 川口和久   | 広島東洋カープ             | 読売ジャイアンツ           | 金銭       |                                                         |
| 1994年 | 山沖之彦   | オリックス・ブルーウェーブ | 阪神タイガース             | 金銭       |                                                         |
| 1994年 | 広沢克己   | ヤクルトスワローズ         | 読売ジャイアンツ           | 金銭       |                                                         |
| 1994年 | 石毛宏典   | 西武ライオンズ             | 福岡ダイエーホークス       | 金銭       |                                                         |
| 1994年 | 金村義明   | 近鉄バファローズ           | 中日ドラゴンズ             | 金銭       |                                                         |
| 1995年 | 河野博文   | 日本ハムファイターズ       | 読売ジャイアンツ           | 川邉忠義   | 初の人的補償                                            |
| 1995年 | 仲田幸司   | 阪神タイガース             | 千葉ロッテマリーンズ       | 金銭       |                                                         |
| 1996年 | 田村藤夫   | 千葉ロッテマリーンズ       | 福岡ダイエーホークス       | 金銭       |                                                         |
| 1996年 | 清原和博   | 西武ライオンズ             | 読売ジャイアンツ           | 金銭       |                                                         |
| 1997年 | 中嶋聡     | オリックス・ブルーウェーブ | 西武ライオンズ             | 金銭       |                                                         |
| 1997年 | 山崎慎太郎 | 近鉄バファローズ           | 福岡ダイエーホークス       | 金銭       |                                                         |
| 1998年 | 武田一浩   | 福岡ダイエーホークス       | 中日ドラゴンズ             | 金銭       |                                                         |
| 1999年 | 工藤公康   | 福岡ダイエーホークス       | 読売ジャイアンツ           | 金銭       | 初の2度目のFA移籍                                       |
| 1999年 | 星野伸之   | オリックス・ブルーウェーブ | 阪神タイガース             | 金銭       |                                                         |
| 1999年 | 江藤智     | 広島東洋カープ             | 読売ジャイアンツ           | 金銭       |                                                         |
| 2000年 | 川崎憲次郎 | ヤクルトスワローズ         | 中日ドラゴンズ             | 金銭       |                                                         |
| 2001年 | 前田幸長   | 中日ドラゴンズ             | 読売ジャイアンツ           | 平松一宏   |                                                         |
| 2001年 | 加藤伸一   | オリックス・ブルーウェーブ | 大阪近鉄バファローズ       | ユウキ     |                                                         |
| 2001年 | 谷繁元信   | 横浜ベイスターズ           | 中日ドラゴンズ             | 金銭       |                                                         |
| 2001年 | 片岡篤史   | 日本ハムファイターズ       | 阪神タイガース             | 金銭       |                                                         |
| 2002年 | 若田部健一 | 福岡ダイエーホークス       | 横浜ベイスターズ           | 金銭       |                                                         |
| 2002年 | 金本知憲   | 広島東洋カープ             | 阪神タイガース             | 金銭       |                                                         |
| 2003年 | 村松有人   | 福岡ダイエーホークス       | オリックス・ブルーウェーブ | 金銭       |                                                         |
| 2004年 | 大村直之   | 大阪近鉄バファローズ       | 福岡ソフトバンクホークス   | 金銭       | 補償を受ける権利はオリックス                            |
| 2004年 | 稲葉篤紀   | ヤクルトスワローズ         | 北海道日本ハムファイターズ | 金銭       |                                                         |
| 2005年 | 野口茂樹   | 中日ドラゴンズ             | 読売ジャイアンツ           | 小田幸平   |                                                         |
| 2005年 | 豊田清     | 西武ライオンズ             | 読売ジャイアンツ           | 江藤智     | 人的補償が初の過去FA移籍入団選手                        |
| 2006年 | 小久保裕紀 | 読売ジャイアンツ           | 福岡ソフトバンクホークス   | 吉武真太郎 | 過去所属球団へ復帰した初のFA移籍                        |
| 2006年 | 小笠原道大 | 北海道日本ハムファイターズ | 読売ジャイアンツ           | 金銭       |                                                         |
| 2006年 | 門倉健     | 横浜ベイスターズ           | 読売ジャイアンツ           | 工藤公康   | FA補償選手が過去FA移籍入団選手                          |
| 2007年 | 新井貴浩   | 広島東洋カープ             | 阪神タイガース             | 赤松真人   |                                                         |
| 2007年 | 和田一浩   | 西武ライオンズ             | 中日ドラゴンズ             | 岡本真也   |                                                         |
| 2007年 | 石井一久   | 東京ヤクルトスワローズ     | 埼玉西武ライオンズ         | 福地寿樹   | MLBからNPBへ復帰した後、NPBの他球団へFA移籍した初の選手 |

### 2008年 -
- 「種」とは行使したFA権の種類を意味し、「国」は国内FA権、「外」は海外FA権を表す。
- 「俸」とは年俸ランクを意味する。年俸は推定。

| 年     | 選手       | 移籍元                       | 移籍先                       | 種 | 俸 | 補償       | 備考                                                                             |
| ------ | ---------- | ---------------------------- | ---------------------------- | -- | -- | ---------- | -------------------------------------------------------------------------------- |
| 2008年 | 中村紀洋   | 中日ドラゴンズ               | 東北楽天ゴールデンイーグルス | 外 | C  | 無         | 前球団への補償がない初の移籍                                                     |
| 2008年 | 野口寿浩   | 阪神タイガース               | 横浜ベイスターズ             | 外 | C  | 無         |                                                                                  |
| 2008年 | 相川亮二   | 横浜ベイスターズ             | 東京ヤクルトスワローズ       | 外 | B  | 金銭       |                                                                                  |
| 2009年 | 藤本敦士   | 阪神タイガース               | 東京ヤクルトスワローズ       | 国 | C  | 無         | 国内FA権で移籍した初の選手                                                       |
| 2009年 | 橋本将     | 千葉ロッテマリーンズ         | 横浜ベイスターズ             | 外 | C  | 無         |                                                                                  |
| 2009年 | 藤井秀悟   | 北海道日本ハムファイターズ   | 読売ジャイアンツ             | 国 | C  | 無         |                                                                                  |
| 2010年 | 藤井彰人   | 東北楽天ゴールデンイーグルス | 阪神タイガース               | 外 | C  | 無         |                                                                                  |
| 2010年 | 細川亨     | 埼玉西武ライオンズ           | 福岡ソフトバンクホークス     | 国 | B  | 金銭       | 逆指名でプロ入りした球団をFAで退団し国内移籍した初の選手                         |
| 2010年 | 森本稀哲   | 北海道日本ハムファイターズ   | 横浜ベイスターズ             | 外 | B  | 金銭       |                                                                                  |
| 2010年 | 内川聖一   | 横浜ベイスターズ             | 福岡ソフトバンクホークス     | 国 | B  | 金銭       |                                                                                  |
| 2010年 | 小林宏之   | 千葉ロッテマリーンズ         | 阪神タイガース               | 外 | A  | 髙濱卓也   |                                                                                  |
| 2011年 | 村田修一   | 横浜ベイスターズ             | 読売ジャイアンツ             | 外 | A  | 藤井秀悟   | FA補償選手が過去FA移籍入団選手                                                   |
| 2011年 | 鶴岡一成   | 読売ジャイアンツ             | 横浜DeNAベイスターズ         | 国 | C  | 無         | 過去に所属していた球団への復帰                                                   |
| 2011年 | 許銘傑     | 埼玉西武ライオンズ           | オリックス・バファローズ     | 国 | C  | 無         | 外国人選手初のFA権による移籍                                                     |
| 2011年 | 帆足和幸   | 埼玉西武ライオンズ           | 福岡ソフトバンクホークス     | 国 | B  | 金銭       |                                                                                  |
| 2011年 | 杉内俊哉   | 福岡ソフトバンクホークス     | 読売ジャイアンツ             | 国 | A  | 金銭       |                                                                                  |
| 2011年 | 小池正晃   | 中日ドラゴンズ               | 横浜DeNAベイスターズ         | 国 | C  | 無         | 過去に所属していた球団への復帰                                                   |
| 2011年 | 大村三郎   | 読売ジャイアンツ             | 千葉ロッテマリーンズ         | 外 | B  | 高口隆行   | 過去に所属していた球団への復帰                                                   |
| 2012年 | 日高剛     | オリックス・バファローズ     | 阪神タイガース               | 外 | C  | 無         |                                                                                  |
| 2012年 | 寺原隼人   | オリックス・バファローズ     | 福岡ソフトバンクホークス     | 国 | B  | 馬原孝浩   | 過去に所属していた球団への復帰                                                   |
| 2012年 | 平野恵一   | 阪神タイガース               | オリックス・バファローズ     | 国 | B  | 高宮和也   | 過去に所属していた球団への復帰                                                   |
| 2013年 | 小笠原道大 | 読売ジャイアンツ             | 中日ドラゴンズ               | 外 | C  | 無         | 2度目のFA移籍                                                                    |
| 2013年 | 山崎勝己   | 福岡ソフトバンクホークス     | オリックス・バファローズ     | 国 | C  | 無         |                                                                                  |
| 2013年 | 久保康友   | 阪神タイガース               | 横浜DeNAベイスターズ         | 国 | B  | 鶴岡一成   | FA補償選手が過去FA移籍入団選手                                                   |
| 2013年 | 大竹寛     | 広島東洋カープ               | 読売ジャイアンツ             | 国 | A  | 一岡竜司   |                                                                                  |
| 2013年 | 中田賢一   | 中日ドラゴンズ               | 福岡ソフトバンクホークス     | 国 | C  | 無         |                                                                                  |
| 2013年 | 鶴岡慎也   | 北海道日本ハムファイターズ   | 福岡ソフトバンクホークス     | 国 | B  | 藤岡好明   |                                                                                  |
| 2013年 | 片岡治大   | 埼玉西武ライオンズ           | 読売ジャイアンツ             | 国 | B  | 脇谷亮太   |                                                                                  |
| 2013年 | 涌井秀章   | 埼玉西武ライオンズ           | 千葉ロッテマリーンズ         | 国 | A  | 中郷大樹   |                                                                                  |
| 2014年 | 大引啓次   | 北海道日本ハムファイターズ   | 東京ヤクルトスワローズ       | 国 | B  | 金銭       |                                                                                  |
| 2014年 | 成瀬善久   | 千葉ロッテマリーンズ         | 東京ヤクルトスワローズ       | 国 | B  | 金銭       |                                                                                  |
| 2014年 | 小谷野栄一 | 北海道日本ハムファイターズ   | オリックス・バファローズ     | 外 | C  | 無         |                                                                                  |
| 2014年 | 相川亮二   | 東京ヤクルトスワローズ       | 読売ジャイアンツ             | 外 | B  | 奥村展征   | 2度目のFA移籍                                                                    |
| 2014年 | 金城龍彦   | 横浜DeNAベイスターズ         | 読売ジャイアンツ             | 外 | C  | 無         |                                                                                  |
| 2015年 | 髙橋聡文   | 中日ドラゴンズ               | 阪神タイガース               | 国 | C  | 無         |                                                                                  |
| 2015年 | 脇谷亮太   | 埼玉西武ライオンズ           | 読売ジャイアンツ             | 国 | C  | 無         | 過去に所属していた球団への復帰、人的補償による移籍を先に経験した選手の初のFA移籍 |
| 2015年 | 今江敏晃   | 千葉ロッテマリーンズ         | 東北楽天ゴールデンイーグルス | 外 | A  | 金銭       |                                                                                  |
| 2015年 | 木村昇吾   | 広島東洋カープ               | 埼玉西武ライオンズ           | 外 | C  | 無         | 入団テストを経た初の移籍                                                         |
| 2016年 | 岸孝之     | 埼玉西武ライオンズ           | 東北楽天ゴールデンイーグルス | 外 | A  | 金銭       |                                                                                  |
| 2016年 | 糸井嘉男   | オリックス・バファローズ     | 阪神タイガース               | 国 | B  | 金田和之   |                                                                                  |
| 2016年 | 山口俊     | 横浜DeNAベイスターズ         | 読売ジャイアンツ             | 国 | B  | 平良拳太郎 | FA移籍後、ポスティングでメジャー移籍                                             |
| 2016年 | 森福允彦   | 福岡ソフトバンクホークス     | 読売ジャイアンツ             | 国 | C  | 無         |                                                                                  |
| 2016年 | 陽岱鋼     | 北海道日本ハムファイターズ   | 読売ジャイアンツ             | 国 | B  | 金銭       | 初となる1球団で同一年3人目のFA獲得                                               |
| 2017年 | 増井浩俊   | 北海道日本ハムファイターズ   | オリックス・バファローズ     | 国 | A  | 金銭       | 累計7年経過で取得したFA権で移籍した初の選手                                      |
| 2017年 | 大和       | 阪神タイガース               | 横浜DeNAベイスターズ         | 国 | B  | 尾仲祐哉   |                                                                                  |
| 2017年 | 野上亮磨   | 埼玉西武ライオンズ           | 読売ジャイアンツ             | 国 | B  | 高木勇人   |                                                                                  |
| 2017年 | 大野奨太   | 北海道日本ハムファイターズ   | 中日ドラゴンズ               | 外 | B  | 金銭       |                                                                                  |
| 2017年 | 鶴岡慎也   | 福岡ソフトバンクホークス     | 北海道日本ハムファイターズ   | 外 | C  | 無         | 2度目のFA移籍、過去にFA移籍で退団した球団に復帰した初の選手                      |
| 2018年 | 炭谷銀仁朗 | 埼玉西武ライオンズ           | 読売ジャイアンツ             | 外 | B  | 内海哲也   |                                                                                  |
| 2018年 | 浅村栄斗   | 埼玉西武ライオンズ           | 東北楽天ゴールデンイーグルス | 国 | B  | 金銭       |                                                                                  |
| 2018年 | 丸佳浩     | 広島東洋カープ               | 読売ジャイアンツ             | 国 | A  | 長野久義   |                                                                                  |
| 2018年 | 西勇輝     | オリックス・バファローズ     | 阪神タイガース               | 国 | B  | 竹安大知   |                                                                                  |
| 2019年 | 美馬学     | 東北楽天ゴールデンイーグルス | 千葉ロッテマリーンズ         | 国 | B  | 酒居知史   |                                                                                  |
| 2019年 | 鈴木大地   | 千葉ロッテマリーンズ         | 東北楽天ゴールデンイーグルス | 国 | B  | 小野郁     |                                                                                  |
| 2019年 | 福田秀平   | 福岡ソフトバンクホークス     | 千葉ロッテマリーンズ         | 国 | C  | 無         |                                                                                  |
| 2020年 | 梶谷隆幸   | 横浜DeNAベイスターズ         | 読売ジャイアンツ             | 国 | B  | 田中俊太   |                                                                                  |
| 2020年 | 井納翔一   | 横浜DeNAベイスターズ         | 読売ジャイアンツ             | 国 | C  | 無         |                                                                                  |
| 2021年 | 又吉克樹   | 中日ドラゴンズ               | 福岡ソフトバンクホークス     | 国 | B  | 岩嵜翔     | 独立リーグ出身者初のFA移籍                                                       |
| 2022年 | 森友哉     | 埼玉西武ライオンズ           | オリックス・バファローズ     | 国 | A  | 張奕       | 人的補償が初の外国籍の選手                                                       |
| 2022年 | 伏見寅威   | オリックス・バファローズ     | 北海道日本ハムファイターズ   | 国 | C  | 無         |                                                                                  |
| 2022年 | 嶺井博希   | 横浜DeNAベイスターズ         | 福岡ソフトバンクホークス     | 国 | C  | 無         |                                                                                  |
| 2022年 | 近藤健介   | 北海道日本ハムファイターズ   | 福岡ソフトバンクホークス     | 外 | A  | 田中正義   |                                                                                  |
| 2023年 | 西川龍馬   | 広島東洋カープ               | オリックス・バファローズ     | 国 | B  | 日髙暖己   |                                                                                  |
| 2023年 | 山﨑福也   | オリックス・バファローズ     | 北海道日本ハムファイターズ   | 国 | C  | 無         |                                                                                  |
| 2023年 | 山川穂高   | 埼玉西武ライオンズ           | 福岡ソフトバンクホークス     | 国 | A  | 甲斐野央   |                                                                                  |
| 2024年 | 茂木栄五郎 | 東北楽天ゴールデンイーグルス | 東京ヤクルトスワローズ       | 国 | B  | 小森航大郎 |                                                                                  |
| 2024年 | 石川柊太   | 福岡ソフトバンクホークス     | 千葉ロッテマリーンズ         | 国 | C  | 無         | 育成出身者初の国内FA移籍                                                         |
| 2024年 | 九里亜蓮   | 広島東洋カープ               | オリックス・バファローズ     | 外 | B  | 金銭       |                                                                                  |
| 2024年 | 甲斐拓也   | 福岡ソフトバンクホークス     | 読売ジャイアンツ             | 国 | B  | 伊藤優輔   |                                                                                  |
| 2024年 | 福谷浩司   | 中日ドラゴンズ               | 北海道日本ハムファイターズ   | 国 | C  | 無         |                                                                                  |

- FAにより移籍した球団で監督に就任する例は長らくなかったが、2014年シーズンから谷繁元信が中日の監督に就任し初のケースとなった。その後、2015年シーズンから福岡ソフトバンクホークスの工藤公康、2016年シーズンから阪神タイガースの金本知憲、2024年シーズンから東北楽天ゴールデンイーグルスの今江敏晃が続いている。
- FA行使経験のある選手がメジャーへ移籍した例は長らくなかったが、初めて山口俊がポスティング行使でメジャー移籍した。マイナーリーグを含む海外移籍はいる。

## FA権を行使し日本国外の球団へ移籍した選手
- 表の年は、選手がFA権を行使した年のことであり、移籍先が翌年1月1日以降に決まった選手も同年扱いとする。
- 原則として人的補償、金銭補償はないため省略。
- 移籍先の球団名の（マ）はマイナー契約。

| 年     | 選手       | 移籍元                       | 移籍先                                           | 備考                                                                       |
| ------ | ---------- | ---------------------------- | ------------------------------------------------ | -------------------------------------------------------------------------- |
| 1997年 | 吉井理人   | ヤクルトスワローズ           | ニューヨーク・メッツ                             | 初のFA権行使によるメジャーリーグへの移籍                                   |
| 1998年 | 木田優夫   | オリックス・ブルーウェーブ   | デトロイト・タイガース                           |                                                                            |
| 1999年 | 佐々木主浩 | 横浜ベイスターズ             | シアトル・マリナーズ                             |                                                                            |
| 2000年 | 新庄剛志   | 阪神タイガース               | ニューヨーク・メッツ                             | 野手で初のFA権行使によるメジャーリーグへの移籍                             |
| 2001年 | 小宮山悟   | 横浜ベイスターズ             | ニューヨーク・メッツ                             | 補償発生期間中に退団となり、期間経過に至るまで所属球団なしとなった初の選手 |
| 2001年 | 田口壮     | オリックス・ブルーウェーブ   | セントルイス・カージナルス                       |                                                                            |
| 2002年 | 松井秀喜   | 読売ジャイアンツ             | ニューヨーク・ヤンキース                         |                                                                            |
| 2003年 | 高津臣吾   | ヤクルトスワローズ           | シカゴ・ホワイトソックス                         |                                                                            |
| 2003年 | 松井稼頭央 | 西武ライオンズ               | ニューヨーク・メッツ                             | 内野手で初のFA権行使によるメジャーリーグへの移籍                           |
| 2004年 | 藪恵壹     | 阪神タイガース               | オークランド・アスレチックス                     | 逆指名でプロ入りした球団をFAで退団した初の選手                             |
| 2005年 | 城島健司   | 福岡ソフトバンクホークス     | シアトル・マリナーズ                             | 捕手で初のFA権行使によるメジャーリーグへの移籍                             |
| 2006年 | 岡島秀樹   | 北海道日本ハムファイターズ   | ボストン・レッドソックス                         |                                                                            |
| 2007年 | 黒田博樹   | 広島東洋カープ               | ロサンゼルス・ドジャース                         |                                                                            |
| 2007年 | 小林雅英   | 千葉ロッテマリーンズ         | クリーブランド・インディアンス                   |                                                                            |
| 2007年 | 薮田安彦   | 千葉ロッテマリーンズ         | カンザスシティ・ロイヤルズ                       |                                                                            |
| 2007年 | 福盛和男   | 東北楽天ゴールデンイーグルス | テキサス・レンジャーズ                           |                                                                            |
| 2007年 | 福留孝介   | 中日ドラゴンズ               | シカゴ・カブス                                   | 初の故障者特例制度で取得したFA権で移籍した選手                             |
| 2008年 | 川上憲伸   | 中日ドラゴンズ               | アトランタ・ブレーブス                           |                                                                            |
| 2008年 | 上原浩治   | 読売ジャイアンツ             | ボルチモア・オリオールズ                         |                                                                            |
| 2008年 | 高橋建     | 広島東洋カープ               | トロント・ブルージェイズ（マ）                   | マイナー契約で入団した初のFA選手                                           |
| 2009年 | 五十嵐亮太 | 東京ヤクルトスワローズ       | ニューヨーク・メッツ                             |                                                                            |
| 2009年 | 高橋尚成   | 読売ジャイアンツ             | ニューヨーク・メッツ（マ）                       |                                                                            |
| 2010年 | 建山義紀   | 北海道日本ハムファイターズ   | テキサス・レンジャーズ                           |                                                                            |
| 2010年 | 土肥義弘   | 埼玉西武ライオンズ           | ランカスター・バーンストーマーズ（米独立リーグ） | 移籍先が独立リーグのチームだった初のFA選手                                 |
| 2011年 | 和田毅     | 福岡ソフトバンクホークス     | ボルチモア・オリオールズ                         |                                                                            |
| 2011年 | 岩隈久志   | 東北楽天ゴールデンイーグルス | シアトル・マリナーズ                             |                                                                            |
| 2011年 | 川﨑宗則   | 福岡ソフトバンクホークス     | シアトル・マリナーズ（マ）                       |                                                                            |
| 2012年 | 藤川球児   | 阪神タイガース               | シカゴ・カブス                                   |                                                                            |
| 2012年 | 中島裕之   | 埼玉西武ライオンズ           | オークランド・アスレチックス                     |                                                                            |
| 2012年 | 田中賢介   | 北海道日本ハムファイターズ   | サンフランシスコ・ジャイアンツ（マ）             |                                                                            |
| 2017年 | 平野佳寿   | オリックス・バファローズ     | アリゾナ・ダイヤモンドバックス                   | 5年ぶり、平成最後の海外FA移籍選手                                          |
| 2019年 | 秋山翔吾   | 埼玉西武ライオンズ           | シンシナティ・レッズ                             | 令和初のFA権行使によるメジャーリーグへの移籍                               |
| 2020年 | 澤村拓一   | 千葉ロッテマリーンズ         | ボストン・レッドソックス                         |                                                                            |
| 2022年 | 千賀滉大   | 福岡ソフトバンクホークス     | ニューヨーク・メッツ                             | 育成出身の初のFA移籍                                                       |
| 2023年 | 松井裕樹   | 東北楽天ゴールデンイーグルス | サンディエゴ・パドレス                           |                                                                            |
| 2024年 | 菅野智之   | 読売ジャイアンツ             | ボルチモア・オリオールズ                         |                                                                            |

## 10年選手制度
FA制度の前身にあたる制度。1947年4月14日に連盟・経営者側と選手会の合意により導入。1952年12月24日発効の野球協約により抜本改正され、1975年限りで全廃された。

### 概要
プロ入りから10シーズン以上現役選手として同一球団に在籍した者は「自由選手」として表彰され、所属球団を自由に移籍する権利が与えられた。
1952年の改正後は、10シーズン以上現役選手として球団に在籍した者に対しコミッショナーが10年選手に指名した。10年間フランチャイズ・プレイヤーだった「A級」と、単に10年間現役だった「B級」に大別された。A級は「ボーナス受給の権利」と「自由移籍の権利」、2つのうち任意の選択肢を与え、B級は「ボーナス受給の権利」を与えた。また、A・B級双方とも引退試合の主催権利が与えられた。再取得は3年後。

### 10年選手の権利
1952年改正以前は表彰と移籍権利のみ。以下は1952年改正後の権利。
引退試合
現役時代に顕著な功績を残した10年選手は、所属球団との合意の下、希望する地域において毎年11月15日（オフシーズンに入る日）以降に引退試合を主催することができた。非公式試合であり、試合開催による収益金を得ることも認められた。引退選手複数人共同で催すこともできたが、その場合も1試合のみ。
トレード拒否
10年選手をトレードに出す場合は、事前に本人の書面による同意が無ければ不可とされた。
ボーナス受給
ボーナス（今で言う再契約金）を受け取ることができた。当初は無制限だったが、1959年3月の改定でA級選手のボーナスに限り、移籍なら1.5倍まで、残留なら2倍までと制限された。
A級選手の移籍
A級10年選手に指名された選手はその年の12月16日以降、自由に球団を移籍することができた。この権利は1度のみで再取得は不可。移籍した場合、新球団は旧球団に対し、新年俸の半額を譲渡金として支払った。

### 10年選手制度により他球団へ移籍した選手

#### 1947年オフ
- 塚本博睦 大阪タイガース→阪急ブレーブス
- 本堂保次 大阪タイガース→大陽ロビンス
  - 二塁手不足となったタイガースの若林忠志監督が翌年オフに招聘して復帰している。

#### 1949年オフ
- 土井垣武 大阪タイガース→毎日オリオンズ
  - この年に持ち上がった2リーグ分立騒動に際し、「契約の切れた10年選手の移籍については、選手の自由意思に任せる」とのセ・パ申し合わせに従い、毎日の勧誘に応じて移籍した。

#### 1956年オフ
- 飯田徳治 南海ホークス→国鉄スワローズ

#### 1958年オフ
- 田宮謙次郎 大阪タイガース→大毎オリオンズ
  - この年、A級10年選手の権利を得た田宮はボーナスを貰うつもりでいたが、当時のコミッショナー機関が「A級権利でボーナスを得て残留すればその選手はA級のままであり、移籍自由の権利は残る」との見解を示した。本来、A級権利のどちらを行使しても再取得時にはB級になり、権利もボーナス受給だけになるはずだったが、当時はこの部分が明文化されておらず、このコミッショナー見解が正式とされるようになった。近い将来移籍してしまう可能性のある選手にボーナスは出せないと考えたタイガースのフロントはボーナスの金額交渉に消極的になり、最終的に田宮側に契約意思が無いことを通知、田宮はやむなく移籍権利を行使して移籍した。
- 内藤博文 読売ジャイアンツ→近鉄パールス
- 杉山悟 中日ドラゴンズ→国鉄スワローズ
- 青田昇 大洋ホエールズ→阪急ブレーブス
- 阿部八郎 阪急ブレーブス→西鉄ライオンズ
- 米川泰夫 東映フライヤーズ→西鉄ライオンズ

#### 1959年オフ
- 大友工 読売ジャイアンツ→近鉄バファロー
- 飯尾為男 東映フライヤーズ→大毎オリオンズ

#### 1960年オフ
- 箱田淳 国鉄スワローズ→大洋ホエールズ

#### 1964年オフ
- 金田正一 国鉄スワローズ→読売ジャイアンツ
  - 田宮の一件以後規約が一部改正され、「A級10年権利でボーナスを得た場合、3年後の再取得時にはB級となるが移籍権利は残る。ただし、移籍交渉の順番はシーズンの順位によるウェイバー方式。交渉拒否は2度まで」とされた。金田は1959年にA級10年選手の権利を行使してボーナスを貰っており、1963年にB級10年選手として移籍権利を含めて再取得した。この年は行使せず保留して迎えた1964年シーズンオフ、国鉄がサンケイに対して正式に球団を譲渡することが決定した（1962年には、既にサンケイが球団経営の主導権を握る形で業務提携していた）ため、金田は前年保留したB級選手制度の移籍権利を行使した。この年の順位は下から中日、国鉄、広島、巨人、大洋、阪神であり、金田は拒否権を2度使って巨人へ移籍した。

## FAに関するその他の事例

### 獲得球団のFA補償デメリットを避けた例
あえてFA権を行使しないことを選択し、オプトアウト権行使で退団・移籍
- 中田翔（巨人→中日、出場機会を求めて移籍）
2023年は故障や内野陣の配置換えにより一塁手としての出場機会が減り、翌年以降も一塁に岡本和真が就く方針を新監督が公表[53]。自己最多の21試合に代打出場したが「代打は別物」と感じ[54]、残りの数年を悔いなく過ごしたいと再度一塁手で出場を希望[55]。
当初はFAによる移籍が予想されていたが、締切日になっても行使せず、球団側もトレードなど他の移籍方法を話し合ったが本人の意見を尊重する形をとり、球団との3年契約（残り2年・計6億円）に含まれていた「オプトアウト権」を行使し退団を申し出た[56]。中田はランクBであったためFA権行使には補償の必要があり、年齢などを鑑みて補償を避ける為に獲得を断念する可能性があった。
NPBでは複年契約選手がオプトアウト権行使で退団した事例は非常に稀なケースで[55]、結果的に補償制度やFA権に関わる球団側の手間などのデメリットを避けることとなり獲得しやすい状況になった[53]。